# Arrigo Levi
Pour les articles homonymes, voir Levi.
Arrigo Levi (né le 17 juillet 1926 à Modène et mort le 24 août 2020 dans la même ville) est un journaliste, essayiste et présentateur de télévision italien. 

## Biographie
Arrigo Levi est né à Modène en 1926. Issu d'une famille d'origine juive, son père Enzo était avocat à Modène. En 1938, à l'âge de douze ans, il s'installe en Argentine avec sa famille afin d'échapper aux persécutions fascistes. À Buenos Aires, il termine ses études et en 1943, il commence une carrière dans le journalisme, en tant que directeur d'Italia libera (Italie libre) ,,. 
Après la guerre, il quitte l'Argentine et retourne à Modène avec sa famille et, le 2 juin 1946, il participe au référendum national pour le choix entre la Monarchie et la République. À vingt ans, il poursuit sa carrière de journaliste à Modène et dirige le journal Gazzetta di Modena pendant près de deux ans, puis part vivre en Israël. De 1951 à 1953, il est correspondant londonien du quotidien turinois Gazzetta del Popolo. De 1953 à 1959, il est correspondant depuis Rome du journal du soir milanais Corriere di Informazione,,. 
En 1960, Arrigo Levi déménage à Moscou d'où il est correspondant du Corriere della Sera jusqu'en 1962, puis, jusqu'en 1966, correspondant du Giorno. En 1966, il rejoint la RAI comme présentateur de journal jusqu'en 1968. En 1969, Levi retourne à la presse écrite comme correspondant du journal turinois La Stampa, poste qu'il  conserve jusqu'en 1973, date à laquelle il en devient directeur général, ainsi que de son édition du soir Stampa Sera. Il reste à Turin jusqu'en 1978. De 1979 à 1983, il collabore à la section internationale du Times. En 1988, il est nommé rédacteur en chef du Corriere della Sera et de 1998 au 3 juillet 2007, il est conseiller pour les relations extérieures de deux présidents italiens, d'abord Carlo Azeglio Ciampi puis Giorgio Napolitano, , . 
Arrigo Levi est mort le 24 août 2020 dans sa ville natale de Modène à l'âge de 94 ans,,. 

### Télévision
Outre le journal télévisé qu'il dirigeait, dans les années 1960, Arrigo Levi a participé à de nombreux programmes télévisés, principalement produits pour la RAI dont Tam Tam (1981), Punto sette et Punto sette, una vita. Puis, pour Canale 5, Tivù Tivù avec Angelo Campanella (de 1985 à 1987). Par la suite, toujours pour RAI : I giorni dell'infanzia (1993), Emozioni TV (1995) et Gli archivi del Cremlino (Les Archives du Kremlin ) (1997), programme dont il est également l'auteur. En 1999, sur RAI 1, il réalise C'era una volta la Russia (Il était une fois, Russie) ,,.

## Publications
Sélection de livres et essais publiés par Arrigo Levi : 
- L'economia degli Stati Uniti oggi – L'america del boom, RAI, 1966 (avec Alberto Ronchey)
- Il potere in Russia da Staline a Breznev, Il Mulino, 1967
- La televisione all'italiana, Etas Kompass, 1969
- Il comunismo da Budapest a Praga 1956-1958, Edizioni della voce, 1969 (avec Enzo Bettiza, Adolfo Battaglia et Ennio Ceccarini)
- Viaggio fra gli economisti, Il Mulino, 1970
  - Voyage parmi les économistes, audience publique, 1974  (ISBN 978-0-912050-12-6)
- PCI, la lunga marcia verso il potere, Etas Kompass, 1971
- Un'idea dell'Italia, Mondadori, 1979
- Ipotesi sull'Italia, Il Mulino, 1983
- La Democrazia nell'Italia che cambia, Laterza, 1984
- Intervista sulla DC, 1986
- Noi: gli italiani, Laterza, 1988  (ISBN 88-420-3216-6)
- Tra Est e Ovest, Rizzoli, 1990  (ISBN 88-17-84019-X)
- Yitzhak Rabin. 1210 giorni per la pace, Mondadori, 1996  (ISBN 88-04-41603-3)
- Le due fedi, Il Mulino, 1996
- La vecchiaia può attendere: ovvero l'arte di restare giovani, Mondadori, 1997  (ISBN 88-04-42129-0)
- Rapporto sul Medio Oriente, Il Mulino, 1998  (ISBN 88-15-06621-7)
- Russie del '900 : una storia europea, Corbaccio, 1999  (ISBN 88-7972-310-3)
- Dialoghi di fine Millennio, Rizzoli, 1999 (avec Andrea Riccardi et Eugenio Scalfari)
- Dialoghi sulla fede, Il Mulino, 2000 (avec Vincenzo Paglia et Andrea Riccardi)
- America latina : memorie e ritorni, Il Mulino, 2004
- Cinque discorsi tra due secoli, Il Mulino, 2004  (ISBN 88-15-09913-1)

## Prix et reconnaissances
- Commandeur de l'ordre du Mérite de la République italienne le 2 juin 1992[4].
- Chevalier grand-croix de l'ordre du Mérite de la République italienne le 17 mars 1999 [5].
- Récipiendaire de l'ordre de la Croix de Terra Mariana de troisième classe
- Grand-croix d'argent de l'ordre du Mérite autrichien
- Grand officier de l'ordre de l'Infant Dom Henri
- Prix Procida-Isola di Arturo-Elsa Morante per la non-fiction[6].
- Prix Trento de journalisme (1987).
- Premio Luigi Barzini all'inviato speciale :  comme meilleur correspondant pour l'année 1995.
- Prix international de journalisme Ischia (2001).
- Prix Guidarello (2006).